# Jafetska teorija
Jafetska teorija  je v jezikoslovju psevdoznanstvena teorija, ki postulira, da so kartvelski jeziki z območja Kavkaza povezani s semitskimi jeziki na Srednjem vzhodu. Njen ustanovitelj jezikoslovec Nikolaj Jakovljevič Marr jo je imenoval »novi nauk o jeziku« (новое учение об языке). Teorija je znana tudi kot teorija stadialnosti, jafetidologija ali marrizem. Teorija si je med nekaterimi sovjetskimi jezikoslovci pridobila naklonjenost zaradi ideoloških razlogov, saj so mislili, da predstavlja »proletarsko znanost« v nasprotju z »buržuazno znanostjo«.

## Izraz
Marr je prevzel izraz »jafetski« od Jafeta, imena enega od Noetovih sinov, da bi označil svojo teorijo, v kateri so kartvelski jeziki z območja Kavkaza sorodni semitskim jezikom Srednjega vzhoda (poimenovani po Semu, Jafetovem bratu). Marr je domneval skupen izvor kavkaških, semitsko-hamitskih in baskovskih jezikov. Ta začetna teorija je nastala pred oktobrsko revolucijo (sklicevanje je v nacionalnem epu Gospod Tadej, ki ga je napisal Adam Mickiewicz v 1830-ih). Leta 1917 je Marr navdušeno podprl revolucijo in ponudil svoje storitve novemu sovjetskemu režimu. Kmalu so ga sprejeli kot vodilnega jezikoslovca v državi.

## Teorija
Pod sovjetsko vlado je Marr razvil svojo teorijo, s katero je trdil, da so jafetski jeziki obstajali po vsej Evropi pred prihodom indoevropskih jezikov. Še vedno jih je bilo mogoče prepoznati kot substrat, nad katerim so se vsiljevali indoevropski jeziki. S tem modelom je Marr poskušal uporabiti marksistično teorijo razrednega boja v jezikoslovju, pri čemer je trdil, da ti različni sloji jezika ustrezajo različnim družbenim razredom. Navedel je, da so isti družbeni razredi v zelo različnih državah govorili različice svojih jezikov, ki so bile jezikovno bližje drug drugemu kot govoru drugih razredov, ki naj bi govorili »isti« jezik. Ta vidik Marrovega razmišljanja je bil poskus razširiti marksistično teorijo mednarodne razredne zavesti daleč preko njenega prvotnega pomena, tako da jo poskuša uporabiti v jeziku. Marr je tudi vztrajal, da zamisel, da je ljudstvo združeno s skupnim jezikom, ni nič drugega kot lažna zavest, ki jo je ustvaril »buržuazni nacionalizem«.
Da bi pridobil podporo svoji špekulativni doktrini, je Marr zanjo izdelal marksistično podlago. Domneval je, da se sodobni jeziki nagibajo k zlitju v en sam jezik komunistične družbe. Ta teorija je bila osnova za množično kampanjo »latinizacije« v 1920-ih in 1930-ih za zamenjavo obstoječih ciriličnih abeced manjšinskih jezikov z latiničnimi abecedami.
Po pridobitvi priznanja svoje teorije s strani sovjetskih uradnikov je Marr dobil dovoljenje za upravljanje Ruske narodne knjižnice od leta 1926 do leta 1930 in Jafetskega inštituta Akademije znanosti od leta 1921 do svoje smrti leta 1934. Izvoljen je bil za podpredsednika Sovjetske akademije znanosti leta 1930.
Leta 1950, šestnajst let po Marrovi smrti, je bil članek z naslovom Marksizem in problemi jezikoslovja (Марксизм и вопросы языкознания) objavljen v večjih sovjetskih periodičnih publikacijah pod avtorstvom Josifa Stalina. Navdihnili so ga vsaj spisi Marrovega najbolj energičnega nasprotnika, Arnolda Čikobave, in nekateri viri kažejo, da je večino besedila dejansko napisal Čikobava sam ali pa so bili sestavljeni iz Čikobavinega uradnega poročila Stalinu. Avtor piše, da je »N. Ja. Marr v jezikoslovje vnesel še eno in prav tako napačno in nemarksistično formulo glede 'razrednega značaja' jezika in se spravil v zmešnjavo in spravil jezikoslovje v zmešnjavo. Sovjetsko jezikoslovje ne more napredovati na podlagi napačne formule, ki je v nasprotju s celotnim potekom zgodovine narodov in jezikov.« Od takrat je bila jafetska teorija zelo pomanjkljiva, tako znotraj kot zunaj nekdanje Sovjetske zveze, vendar so jo nekateri preživeli Marrovi študenti še naprej branili in razvijali v poznih 1960-ih.